# Linus Bylund
Carl Linus Bylund, född 2 januari 1978 i Spånga församling i Stockholm, är en svensk politiker (sverigedemokrat), som var ordinarie riksdagsledamot 2014–2018, invald för Skåne läns norra och östra valkrets. Han är sedan 2021 stabschef för Sverigedemokraterna i Sveriges riksdag, en post han även hade innan sin tid som riksdagsledamot.

## Biografi
Bylund anställdes som pressekreterare för Sverigedemokraterna i riksdagen efter partiets inträde 2010, och blev så småningom stabschef. När tidskriften Fokus år 2012 skulle lista Sveriges mäktigaste personer hamnade Linus Bylund på plats 81. I Aftonbladet beskrevs han i december 2013 som en av fyra personer som de facto utgjorde Sverigedemokraternas högsta ledning. I mars 2014 beskrev Dagens Nyheter Linus Bylund som partiledaren Jimmie Åkessons närmaste man.
I valet 2014 blev Bylund invald i Sveriges riksdag. Han var 2014–2018 ledamot av socialförsäkringsutskottet. I riksdagsvalet 2018 kandiderade han ej för omval, och han återgick efter valet till att arbeta på Sverigedemokraternas kansli. 2021 utsågs han återigen till stabschef.
Linus Bylund är sångare i vikingarockbandet Korpöga. Han har även medverkat i två vallåtar för Sverigedemokraterna, "Blåsippans väg" 2006 och "Vi är på gång nu!" 2010.

## Kontroverser
Sommaren 2002 dömdes Bylund till villkorlig dom för våld mot tjänsteman efter att ha förgripit sig med våld mot två polismän i Stockholm genom att fatta ett smärtsamt grepp om den ena polismannens tumme.
Bylund uppmärksammades i media 2014 när han tog partikamraten Michael Hess i försvar efter en kontroversiell kommentar. Hess menade att det finns ett samband mellan våldtäkter i Sverige och antalet invandrare från Mellanöstern och Nordafrika. När Bylund fick frågor om Hess utspel sade han: "Det är inte rasism. Det är ju fakta. Det står i Koranen att våldtäkt kan användas mot kvinnor som varit otrogna. Det är en muslimsk straffmetod. Och att använda fakta i sina uttalanden är inte fel." I efterhand hävdade Bylund att han blivit felciterad, men vidhöll åsikten att Hess ej uttryckt sig rasistiskt.